# Gypona testacea
Gypona testacea är en insektsart som beskrevs av Metcalf 1949. Gypona testacea ingår i släktet Gypona och familjen dvärgstritar. Inga underarter finns listade i Catalogue of Life.